# Mormon-Præsten
Mormon-Præsten er en amerikansk stumfilm fra 1918 af Frank Lloyd.

## Medvirkende
- William Farnum - Lassiter
- Mary Mersch - Jane
- William Scott - Venters
- Marc Robbins - Dyer
- Murdock MacQuarrie - Tull